# Ràtnoie
Ràtnoie (en rus: Ратное) és un poble (un khútor) del krai de Primórie, a l'Extrem Orient de Rússia, que el 2018 tenia 13 habitants. Pertany al districte rural de Partizanski. Fins al 1972 la vila es deia Xaiga.